# Piotr Cieśla
Pour les articles homonymes, voir Ciesla.
Piotr Józef Cieśla est un handballeur polonais né le 16 janvier 1955 à Gdańsk.

## Carrière
Piotr Cieśla obtient une médaille de bronze aux Jeux olympiques d'été de 1976 de Montréal.